# Jour polaire
Cet article concerne la période de l'année. Pour la série télévisée, voir Jour polaire (série télévisée).

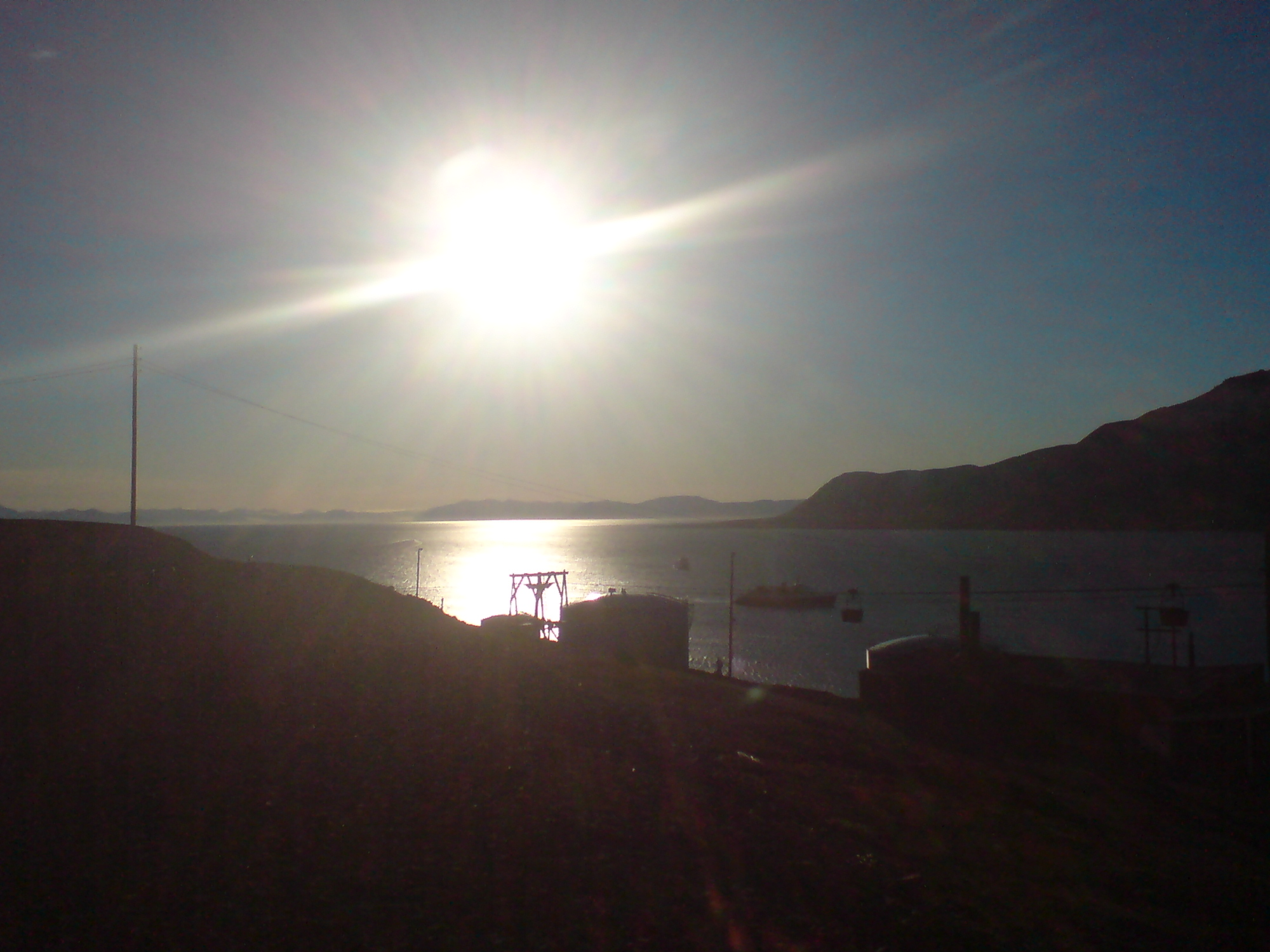
« Minuit pile » à Longyearbyen le 16 juillet 2007 (78° N).

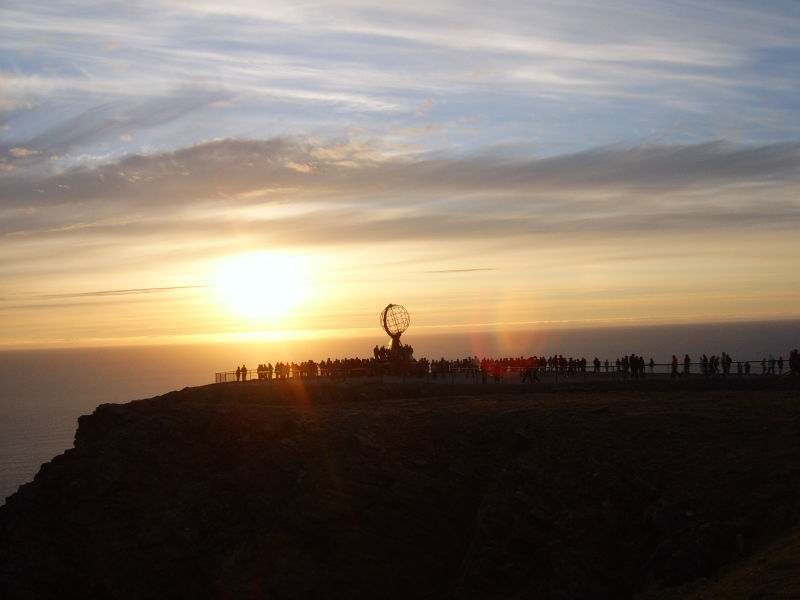
Soleil de minuit au cap Nord le 17 juillet 2005 à (71,1° N).

Un jour polaire est un jour de l'année durant lequel le Soleil ne se couche pas, c'est-à-dire où il est possible d'observer le soleil de minuit.
Ce phénomène se produit aux alentours du solstice d’été (juin dans l’hémisphère nord, décembre dans l’hémisphère sud) aux hautes latitudes situées au-delà des cercles polaires arctique et antarctique. Le nombre de jours de 24 heures de clarté pendant lesquels ce phénomène a lieu augmente avec la latitude. Il atteint son minimum (un jour) au niveau du cercle polaire, à 66° 34' et son maximum (six mois) au pôle (90°) et a lieu en été (mars à septembre dans l’hémisphère nord, septembre à mars dans l’hémisphère sud). Ainsi, au solstice de juin, au pôle Nord, et au solstice de décembre, au pôle Sud, le Soleil reste constamment visible à une hauteur de 23,43617° dans le ciel.

## Explication du phénomène
Du fait de l’inclinaison de l’axe de la Terre sur le plan de son orbite, toutes les régions de la Terre ne sont pas éclairées de la même façon par le Soleil au cours de sa révolution annuelle. Entre l’équinoxe de mars et septembre, dans l’hémisphère nord, le Soleil éclaire le pôle Nord en permanence. Le même phénomène se produit au pôle Sud entre l’équinoxe de septembre et mars.
En réalité, en raison de la réfraction de la lumière du Soleil dans l’atmosphère, celui-ci est visible durant les 24 heures de la journée, au moment du solstice d’été, jusqu'à quelques dizaines de kilomètres en deçà du cercle polaire.
Les villes de Tromsø (69° 40' N) ou encore Hammerfest en Norvège (70° 40' N) présentent un site privilégié pour admirer le soleil de minuit dans de bonnes conditions. Au Cap Nord (Nordkapp, 71° 10' N), le soleil de minuit se produit entre le 13 mai et le 29 juillet, à Bodø (67° 17' N) il survient entre le 3 juin et le 8 juillet.
Dans l’hémisphère sud, ce phénomène n’est observable que sur le continent antarctique et dans les îles environnantes.
Le phénomène inverse se produit en hiver. Au-delà du cercle arctique, pendant une période centrée autour du solstice d’hiver et située entre l’équinoxe d’automne et de printemps et dépendant de la latitude, le soleil ne se lève pas : c’est la nuit polaire.

## Fuseaux horaires et heure d'été

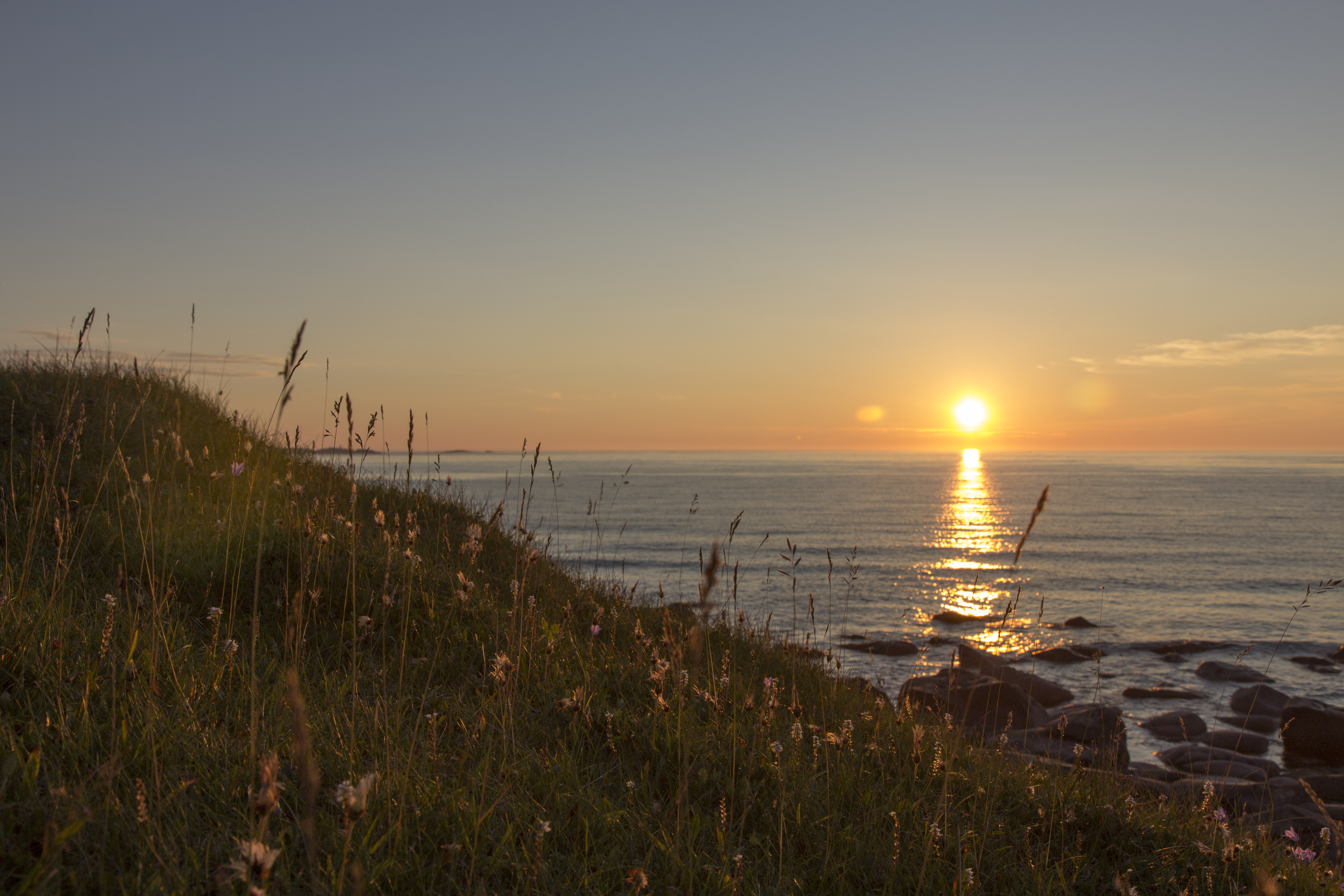
Soleil de minuit aux Lofoten le 15 juillet 2014 à.

Le terme « soleil de minuit » désigne le phénomène de 24 heures de jour consécutives au nord du cercle polaire arctique, ou au sud du cercle antarctique. Il y a cependant des cas qui sont parfois qualifiés de « soleil de minuit », alors qu’elles sont en réalité dues à des fuseaux horaires et à l’application de l’heure d’été. Par exemple, à Fairbanks, en Alaska, qui se situe au sud du cercle arctique, le soleil se couche à 0 h 47 au solstice d’été. 
C’est parce que Fairbanks est 51 minutes en décalage avec son fuseau horaire idéal (parce que la plus grosse partie de l’État est dans le même fuseau horaire), et qu’en plus l’État d’Alaska applique l’heure d’été. Cela signifie que la culmination du soleil se produit à 13 h 51 au lieu de midi. 
Si un instant précis pour le soleil de minuit est requis, la longitude de l’observateur, l’heure locale et l’équation du temps doivent être prises en compte. L’instant où le soleil est le plus proche de l’horizon coïncide avec son passage au nord à la position de l’observateur, ce qui se produit seulement à minuit en général. Chaque degré de longitude est franchi depuis le méridien de Greenwich avance ce moment de 4 minutes par rapport au minuit qui s’affiche à l’horloge ; alors que l’heure locale en avance sur le temps universel coordonné retarde l’instant d’une heure. Ces deux effets doivent être cumulés. De plus, l’équation du temps (qui dépend de la date) doit être ajoutée : une valeur positive à une date donnée signifie que le soleil progresse légèrement devant sa position moyenne, donc la valeur doit être soustraite.
Par exemple, au Cap Nord, à minuit, vers le 21/22 juin, la longitude de 25,9 degrés est avance le moment de 103,2 minutes sur l’horloge, mais l’heure locale, en avance de 2 heures sur GMT, retarde le moment de 120 minutes par rapport à l’heure solaire. L’équation du temps à cette date est de – 2 minutes. Par conséquent, la position la plus basse du soleil se produit à 120-103,2 + 2 = 0h19.

## Nuit blanche

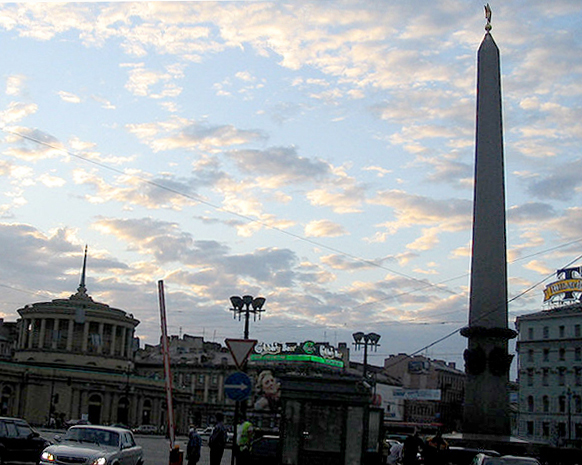
Nuit blanche à Saint-Pétersbourg le 28 juin 2006 à 23 heures (59,6° N).

Aux latitudes situées en dessous des cercles polaires, jusqu'à environ 60° de latitude nord et sud, un autre phénomène se produit aux alentours du solstice d’été. Il s’agit de la nuit blanche, c’est-à-dire une nuit où le Soleil, bien que couché, ne descend pas suffisamment sous l’horizon pour permettre à la nuit de devenir totalement noire. Il peut parfois y faire suffisamment clair pour pouvoir lire un livre sans avoir besoin d’une lumière artificielle : dans ce cas, le crépuscule civil dure toute la nuit. 
Le phénomène de la nuit blanche est observable, notamment au nord de l'Écosse, à Reykjavik (Islande), Saint-Pétersbourg (Russie), Riga (Lettonie), Vilnius (Lituanie), Tallinn (Estonie), Stockholm (Suède), Oslo (Norvège) ou Helsinki (Finlande) et le long de toutes les côtes arctiques de la Russie, de la frontière finlandaise au détroit de Béring via le nord de la Sibérie, ou encore à Anchorage (Alaska) et le Grand Nord canadien ainsi que dans la majeure partie du Sud du Groenland.
Le phénomène débute théoriquement à 48° 34' de latitude (soit au nord d'une ligne allant de Morlaix à Strasbourg)[réf. nécessaire]. À cette latitude, le Soleil s’abaisse tout juste à 18° sous l’horizon à minuit solaire le jour du solstice : c’est cette valeur de 18° qui définit la nuit noire (fin du crépuscule astronomique). Au-delà de cette latitude, le Soleil reste à moins de 18° pendant une partie de la nuit, plusieurs jours de part et d'autre du solstice. Plus on se rapproche du cercle arctique, moins il s’abaisse sous l’horizon, et plus ce nombre de jours augmente, et plus la nuit reste claire.